# Puccinellia howellii
Puccinellia howellii là một loài thực vật có hoa trong họ Hòa thảo. Loài này được J.I.Davis miêu tả khoa học đầu tiên năm 1990.